# Saint-Marin aux Jeux olympiques d'hiver de 1984
Saint-Marin participe aux Jeux olympiques d'hiver de 1984 à Sarajevo du 8 au 19 février 1984. Il s'agit de sa 2e participation à des Jeux olympiques d'hiver.

## Ski alpin
Saint-Marin a deux représentants, Christian Bollini et Francesco Cardelli, qui disputent le slalom géant et le slalom.

## Ski nordique
Andrea Sammaritani représente Saint-Marin en ski de fond.